# Ляміїні
Лямії́ні (лат. Lamiini Latreille, 1825 = Agniini (Thomson, 1864) Aurivillius, 1921 = Monochamini (Thomson, 1864) Aurivillius, 1921 = Potemnemini Aurivillius, 1921 = Taeniotitae Thomson, 1864) — велика триба жуків у підродині Ляміїни (родина Вусачі), яка налічує близько 200 родів, розповсюджених на всіх материках, окрім Антарктиди. Найвище різноманіття триби припадає на Південно-Східну Азію.

## Найбільші роди
- Acalolepta Pascoe, 1858
- Anoplophora Hope, 1839
- Celosterna Blanchard, 1845
- Cereopsius Pascoe, 1862
- Deliathis Thomson, 1860
- Goes LeConte, 1852
- Monochamus Dejean, 1821
- Pharsalia J. Thomson, 1864
- Plagiohammus Dillon & Dillon, 1941
- Ptychodes Audinet-Serville, 1835
- Taeniotes Audinet-Serville, 1835

## Фотогалерея

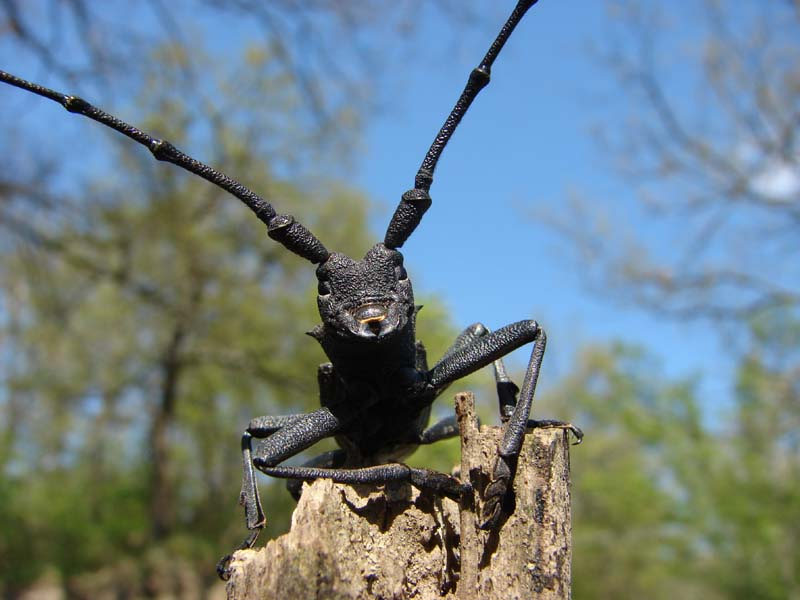
Морімус чорний (Morimus asper (Sulzer, 1776))
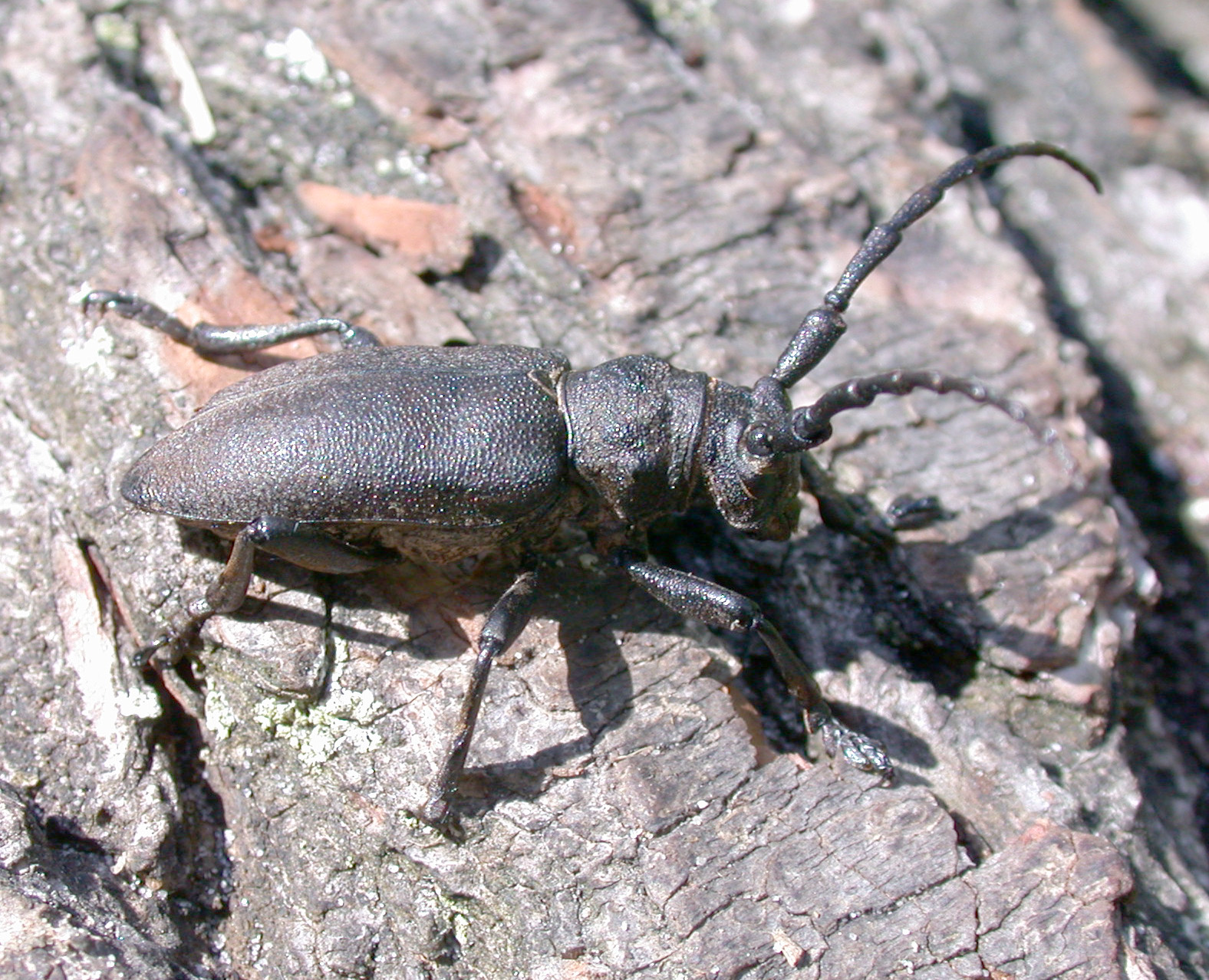
Вусач-товстун вербовий (Lamia textor (Linnaeus, 1758)
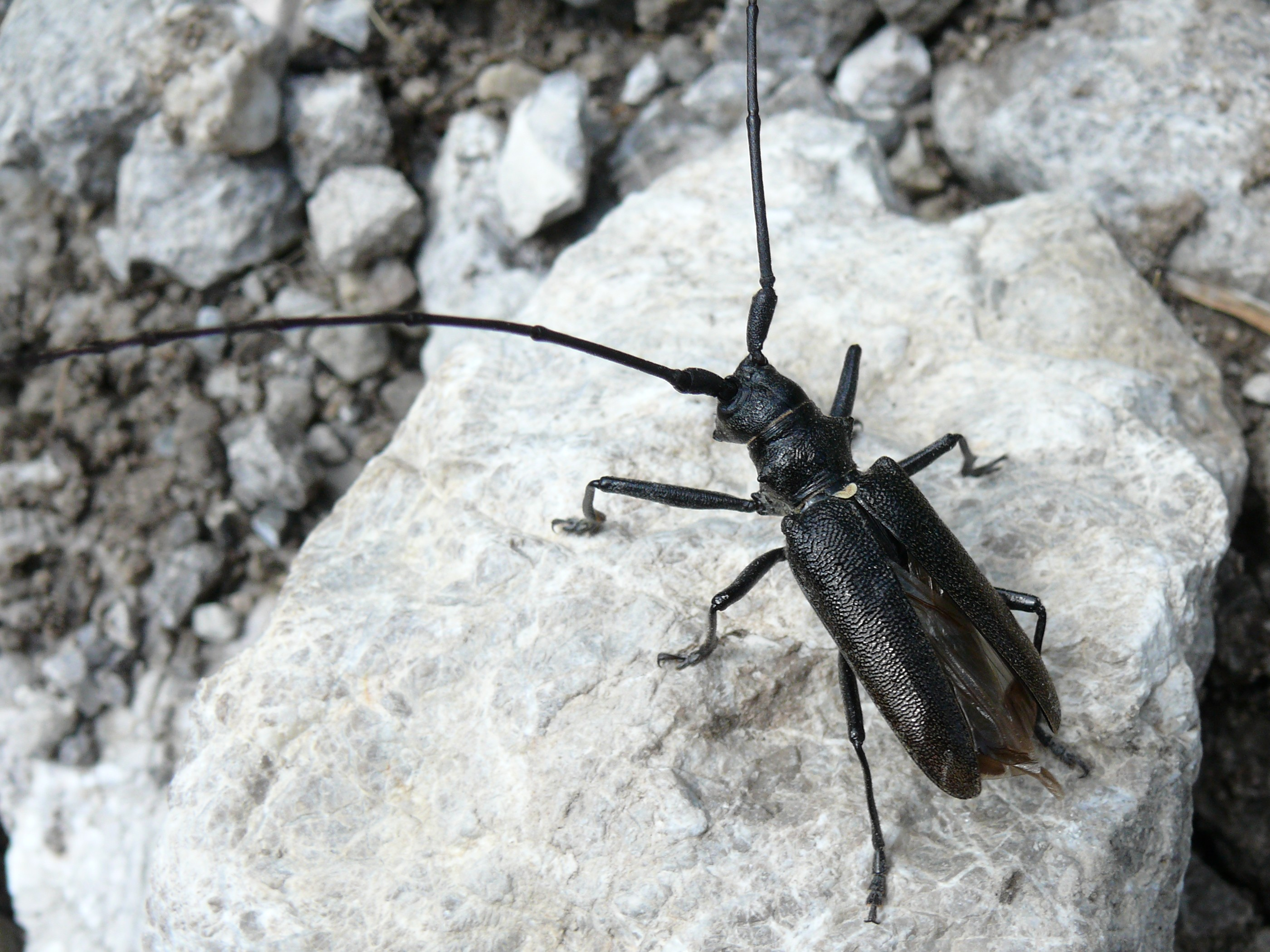
Вусач ялиновий великий західний (Monochamus sartor Fabricius,1787)

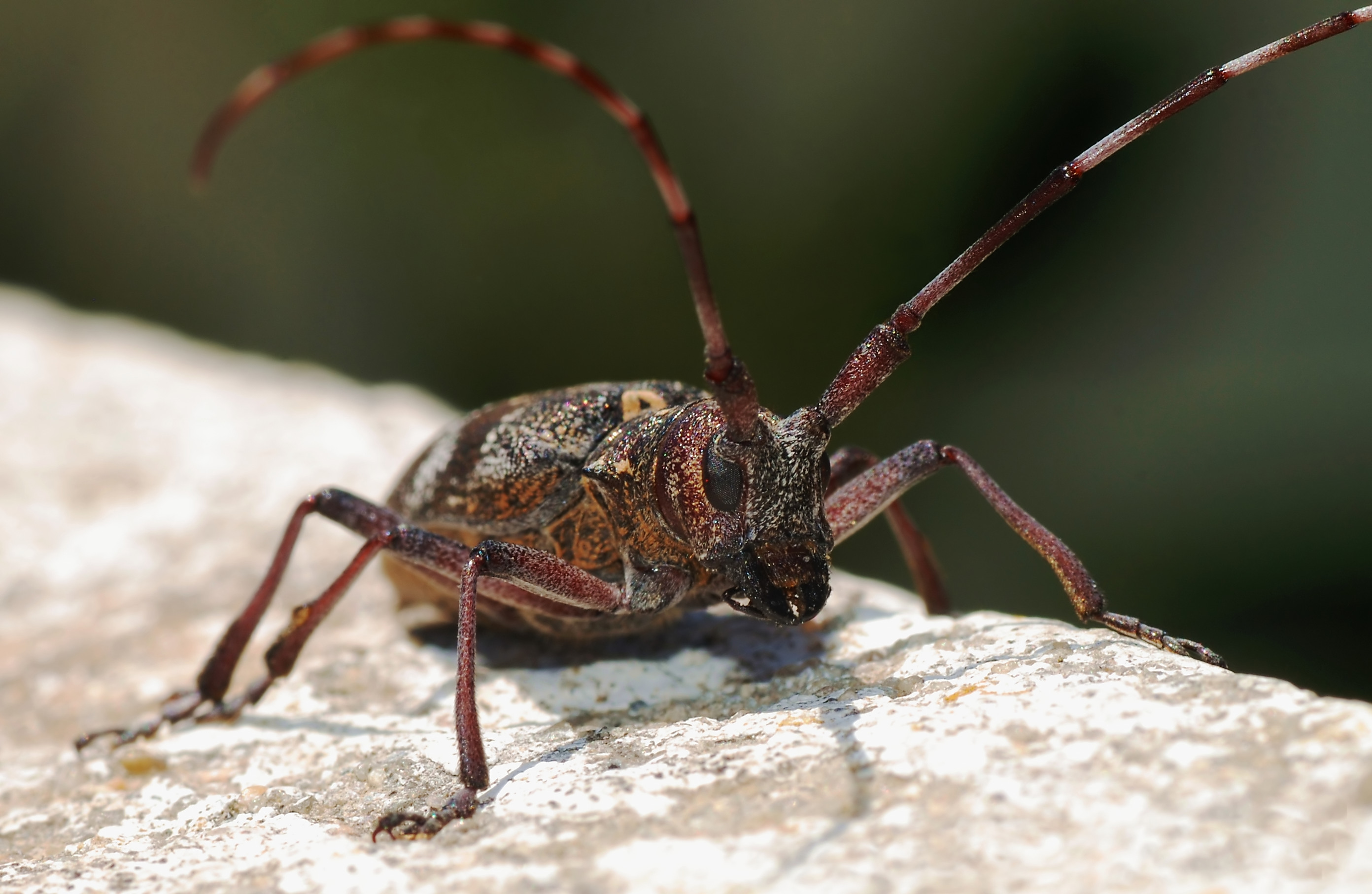
Вусач ялиновий ґалійський (Monochamus galloprovincialis (Olivier, 1795)
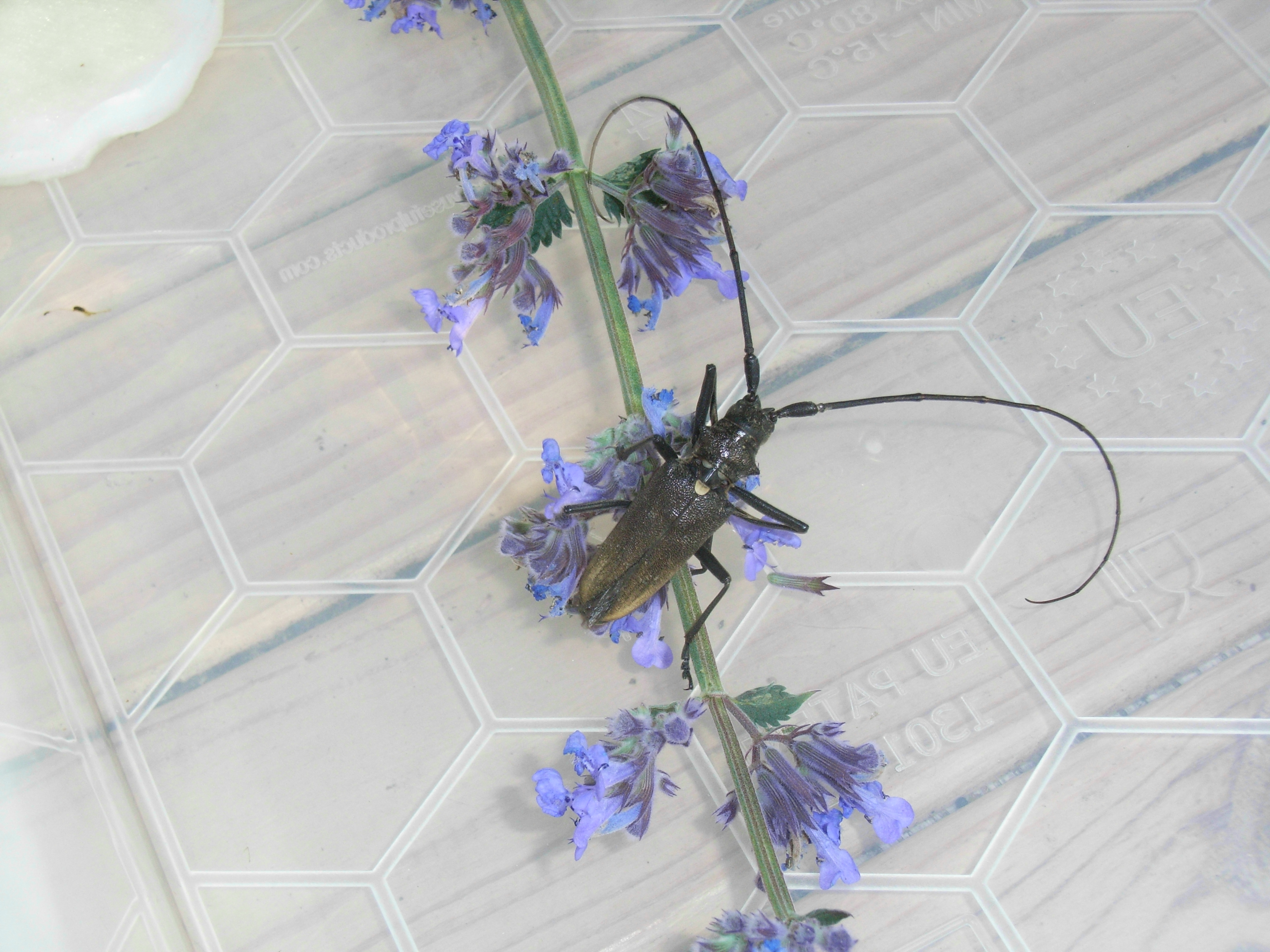
Вусач ялиновий Розенмюллера (Monochamus rosenmuelleri (Cederhjelm, 1798)
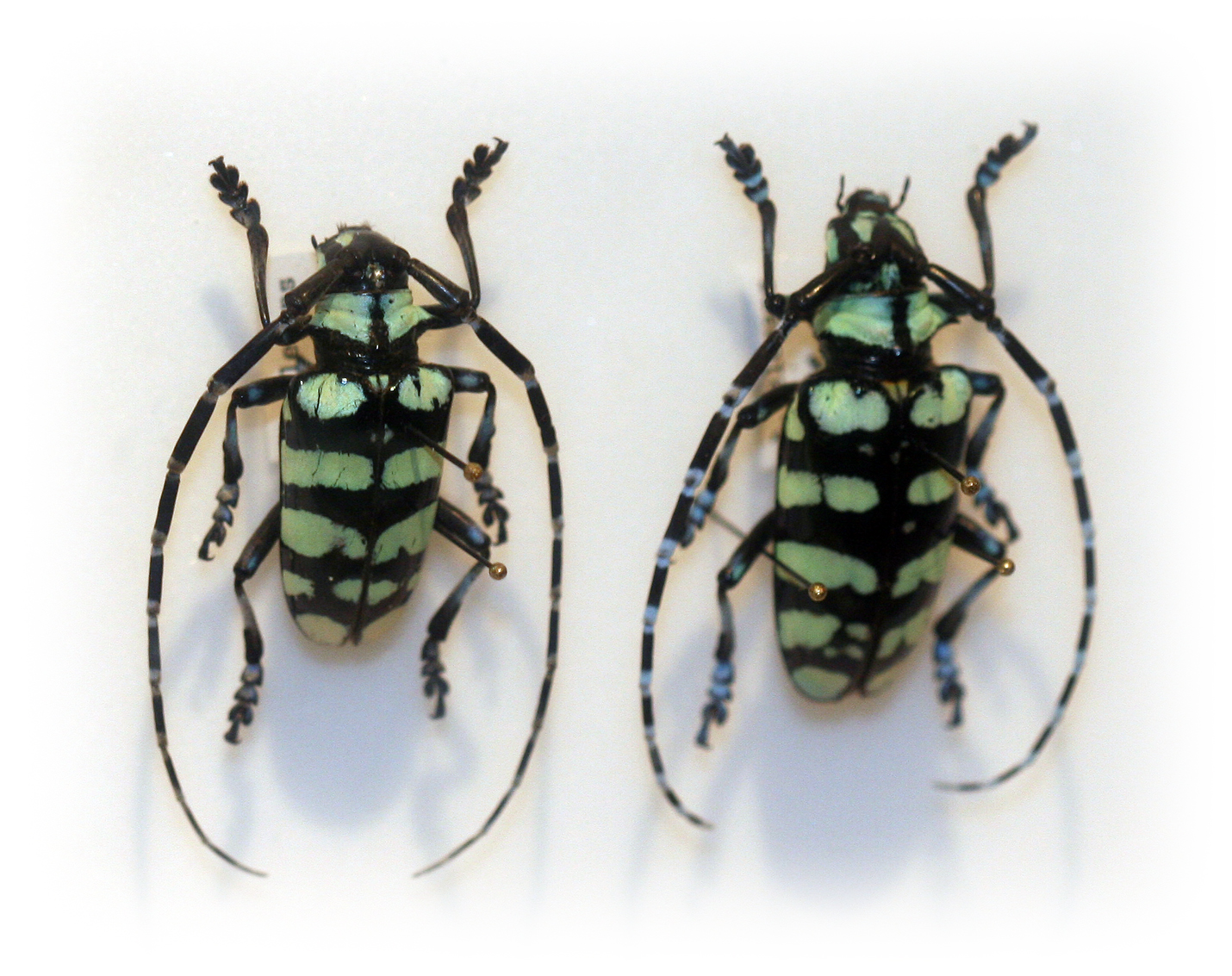
Анопльофора витончена (Anoplophora elegans Gahan, 1881)